# Hyvinkää Falcons 2020
Questa voce raccoglie le informazioni riguardanti gli Hyvinkää Falcons nelle competizioni ufficiali della stagione 2020.

## II-divisioona 2020

### Stagione regolare
| Hyvinkää 18 luglio 2020, ore 13:30 1ª giornata | Hyvinkää Falcons | 19 – 16 | Kuusankoski Cowboys | Urheilupuisto |

| Hyvinkää 25 luglio 2020, ore 13:30 2ª giornata | Hyvinkää Falcons | 46 – 0 | Lappeenranta Razorbacks | Urheilupuisto |

| Vantaa 2 agosto 2020, ore 15:00 3ª giornata | Vantaan TAFT | 0 – 22 | Hyvinkää Falcons | Tikkurilan urheilupuisto |

| Hyvinkää 6 agosto 2020, ore 18:00 4ª giornata | Hyvinkää Falcons | 6 – 27 | Helsinki Wolverines Blue | Urheilupuisto |

### Playoff
| Pirkkala 22 agosto 2020, ore 18:00 Semifinale | Pirkkala Spartans | 24 – 20 | Hyvinkää Falcons | Keskuskenttä |

## Statistiche di squadra
| Competizione      | %Vittorie | In casa | In casa | In casa | In casa | In casa | In casa | In trasferta | In trasferta | In trasferta | In trasferta | In trasferta | In trasferta | Totale | Totale | Totale | Totale | Totale | Totale |
| Competizione      | %Vittorie | G       | V       | N       | P       | Pf      | Ps      | G            | V            | N            | P            | Pf           | Ps           | G      | V      | N      | P      | Pf     | Ps     |
| ----------------- | --------- | ------- | ------- | ------- | ------- | ------- | ------- | ------------ | ------------ | ------------ | ------------ | ------------ | ------------ | ------ | ------ | ------ | ------ | ------ | ------ |
| Stagione regolare | .750      | 3       | 2       | 0       | 1       | 71      | 43      | 1            | 1            | 0            | 0            | 22           | 0            | 4      | 3      | 0      | 1      | 93     | 43     |
| Playoff           | .000      | 0       | 0       | 0       | 0       | 0       | 0       | 1            | 0            | 0            | 1            | 20           | 24           | 1      | 0      | 0      | 1      | 20     | 24     |
| Totale            | .600      | 3       | 2       | 0       | 1       | 71      | 43      | 2            | 1            | 0            | 1            | 42           | 24           | 5      | 3      | 0      | 2      | 113    | 67     |